# 紅色細菌
紅色細菌（こうしょくさいきん、purple bacteria）は、光栄養細菌のうち酸素を発生せず、カロテノイドの蓄積により赤色ないし褐色を呈するものの総称である。広義には非光栄養性（化学栄養性）で色調も異なる細菌を多数含む類縁の細菌群全てを紅色細菌と呼び、その中で光合成器官や光合成色素を有し、光合成能を有するものだけを紅色光合成細菌として区別する場合がある。狭義の紅色細菌は、栄養的分類の観点からさらに紅色硫黄細菌と紅色非硫黄細菌とに区分され、一般的にこれらは分けて論じられる。
本項では主に狭義の紅色細菌（紅色光合成細菌）について述べる。広義の紅色細菌についてはプロテオバクテリアを、また紅色硫黄細菌については紅色硫黄細菌の項も参照のこと。
具体的な紅色細菌の例として、Rhodobacter sphaeroidesやBlastochloris viridis（旧名Rhodopseudomonas viridis）などがあげられる。

## 特徴
紅色光合成細菌はあとに述べるように多系統群であるため、安易な一般化は慎まなければいけないが、しかしこれまでのところ光合成に関連した特徴は紅色硫黄細菌でも紅色非硫黄細菌でもよく似通っている。これは光合成能が遺伝子の水平転移によって伝播されたことも一因だと考えられている。
光合成的生育を行うのは嫌気条件下のみである。紅色硫黄細菌は絶対嫌気性のものが多い。一方、紅色非硫黄細菌は通性嫌気性で、好気条件下では酸素呼吸によって生育できるものが多い。その場合、光合成色素や光合成に関与するタンパク質の合成は好気条件下では行われず、生育環境が嫌気的（酸素欠乏状態）になって初めて合成が開始される。
光合成色素はバクテリオクロロフィル a または b であるが、それ以外にカロテノイド類を蓄積しており、その種類や量などによって紫、赤、橙、褐色などといった様々な色調を呈する。光化学反応中心および光捕集系は内膜上に存在しており、種によっては内膜を陥入させるなどして光合成に利用できる面積を増やしているものもいる。光合成の際プロトン輸送が起こるが、このときプロトンが蓄積するのは内膜と外膜の間の空間である。光化学反応中心はキノン型で酸素発生型光合成における光化学系IIに相当する。反応中心の色素はバクテリオクロロフィル a であるが、例外的にB. viridisではバクテリオクロロフィル b を用いている。光捕集系は膜貫通性のLHIおよびLHIIを持っている。

## 分類
紅色細菌は20世紀初頭に目（Rhodobacteria Molisch 1907）として認識され、硫黄粒を生じるか否かを基準に2科（当初の名前はThiorhodaceaeとAthiorhodaceae）に分類された。硫黄粒の有無は光合成の電子供与体として硫化物イオンを用いるかどうかを反映している。現在でも総称として使われている紅色硫黄細菌と紅色非硫黄細菌という名称はここに由来しており、1970年代まではこの分類体系が使われていた。なおその後、目や科の学名は改名され、硫黄粒が細胞外に生じるものは別の科に区別するようになったので、古典的な分類体系としては次のようになる。
- 紅色硫黄細菌
  - クロマチア科: 硫黄粒が細胞内に生じる
  - エクトチオロドスピラ科: 硫黄粒が細胞外に生じる
- 紅色非硫黄細菌
  - ロドスピリラ科: 硫黄粒が生じない

しかし16S rRNA系統解析によると狭義の紅色細菌は多系統群であり、大腸菌、根粒菌、粘液細菌、様々な病原体などたくさんの非光合成性の細菌から成る巨大な系統の中に散在することが明らかになった。カール・ウーズは、これらの光合成能が独立に生じたのではなく、これら全ての細菌の祖先が光合成性であったと論じ、この巨大な系統全体を"Purple Bacteria"（紅色細菌）と呼んだ。さらに配列相同性をもとにα群、β群、γ群、δ群のように細分して扱うようになった。1988年になって、この巨大な系統群には新しくプロテオバクテリアという名前が与えられたが、今でも「大腸菌は紅色細菌の一種」のような広義の言い方をすることがある。
現在の分類体系では、紅色非硫黄細菌はプロテオバクテリア門の様々な位置に散在している。それに対し、紅色硫黄細菌はやはりプロテオバクテリア門だが、ほぼ従来のままクロマチウム目にまとめられている。紅色細菌が含まれる分類群と属の例を次に示す。
- アルファプロテオバクテリア綱
  - ロドスピリラ目 Rhodospirillales
    - ロドスピリラ科 Rhodospirillaceae: Rhodospirillum, Rhodocista
    - アセトバクター科 Acetobacteraceae: Rhodopila

  - ロドバクター目 Rhodobacterales
    - ロドバクター科 Rhodobacteraceae: Rhodobacter, Rhodovulum

  - リゾビア目 Rhizobiales
    - Bradyrhizobiaceae: Rhodopseudomonas
    - Hyphomicrobiaceae: Rhodomicrobium, Blastochloris, Rhodoplanes
    - Rhodobiaceae: Rhodobium
- ベータプロテオバクテリア綱
  - バークホルデリア目 Burkholderiales
    - コマモナス科 Comamonadaceae: Rhodoferax
    - 科所属不明: Rubrivivax

  - ロドシクルス目 Rhodocyclares
    - ロドシクルス科 Rhodocyclaceae: Rhodocyclus
- ガンマプロテオバクテリア綱
  - クロマチア目 Chromatiales
    - クロマチア科 Chromatiaceae
    - エクトチオロドスピラ科 Ectothiorhodospiraceae

## 好気性光合成細菌
普通の紅色細菌とは異なり、嫌気条件では生育せず、好気条件ではじめてバクテリオクロロフィル a やカロテノイドを合成し、紅色細菌とよく似た光合成装置を使って光合成を行う細菌が知られており、好気性光合成細菌（aerobic photosynthetic bacteria）と呼ばれている。実際には、光合成能を持たない好気性の光栄養細菌も含めて好気性光合成細菌と呼ばれてきたが、厳密には好気性酸素非発生型光栄養細菌（aerobic anoxygenic phototrophic bacteria）と呼ばれるべきである。こちらもやはりプロテオバクテリア門の様々な位置に散在している。代表的なものを以下に示す。
- アルファプロテオバクテリア綱
  - ロドスピリラ目 Rhodospirillales
    - アセトバクター科 Acetobacteraceae: Acidiphilium

  - ロドバクター目 Rhodobacterales
    - ロドバクター科 Rhodobacteraceae: Roseobacter

  - スフィンゴモナス目 Sphingomonadales
    - スフィンゴモナス科 Sphingomonadaceae: Erythrobacter

## 光化学系
光化学反応中心コアはLおよびMサブユニットによるヘテロダイマーであり、ほとんどの種において反応中心色素（スペシャルペアー）はバクテリオクロロフィル a であるが、B. viridis ではバクテリオクロロフィル bである。
反応中心蛋白質には、酸化還元活性を持つ分子（バクテリオクロロフィル、バクテリオフェオフィチン、ユビキノン）が擬似C2対称軸に沿って並び、電子移動経路を形成している。非ヘム鉄が1個存在し、擬似C2対称軸上に存在する。
擬似C2対称軸をもつにもかかわらず、実際電子移動に携わるのは、一方の電子移動経路（A-branchあるいはL-branch）のみである。そこでは、クロロフィル2量体P870、アクセサリークロロフィルBA、フェオフィチンHA、ユビキノンQA、ユビキノンQBの順に酸化還元活性分子が並び、電子移動経路を形成している。他方の経路（B-branchあるいはM-branch）では電子移動は起こらない。
キノン間の電子移動反応QA→QBには、プロトン移動反応がカップリングしており、プロトンが溶液から蛋白質中の複数のアミノ酸残基を経てQBのカルボニル基へ移動する。キノン1分子にはカルボニル基が2対存在するため、キノン分子は2回プロトンを蓄えることができる。すなわち、2回の電子移動反応に関わり、最終的にジヒドロキノンQBH2となる。
非ヘム鉄は2つのキノンQA、QB間に両者から等距離に存在するが、以下の理由により、電子移動には関与しないと長年考えられてきた。
1. 鉄を蛋白質の結合サイトから除去してもキノンQAからQB間の電子移動速度は大きく変化しなかった。
2. 亜鉛をはじめとする他の金属に置換しても、キノンQAからQB間の電子移動速度は大きく変化しなかった。

一方、紅色光合成細菌の光合成反応中心蛋白質と構造の配列類似性が高いといわれている光化学系II　の非ヘム鉄は酸化還元活性があることは、以前より知られていた。一例として、光化学系II　の非ヘム鉄の酸化還元電位は+400 mVと測定されている。
近年、FTIR法に基づく測定により、紅色光合成細菌の非ヘム鉄もキノン間QA→QBの電子移動に関わっている可能性がドイツのグループによって示唆され、現在議論されている。

## 参考項目
- プロテオバクテリア - 広義の紅色細菌
- 紅色硫黄細菌